# Novi di Modena
Novi di Modena (emilián nyelven Nóv) település Olaszországban, Emilia-Romagna régióban, Modena megyében. Lakosainak száma 10 072 fő (2023. január 1.). Novi di Modena Carpi, Concordia sulla Secchia, Moglia, San Possidonio, Cavezzo és Rolo községekkel határos.

## Népesség
A település lakossága az elmúlt években az alábbi módon változott:
| Lakosok száma | 10 141 | 10 107 | 10 072 |
|               | 2017   | 2018   | 2023   |